# Mercator-Kaserne
Die Mercator-Kaserne wurde zwischen 1936 und 1938 im Zuge der Wehrmachtserweiterung an der Frauenberger Straße in Euskirchen (Rheinland) erbaut. 
Nach dem Zweiten Weltkrieg diente sie zunächst zur Unterbringung von Familien, die kriegsbedingt obdachlos geworden waren. Bis 1950 waren dort noch 41 Familien mit 181 Personen untergebracht. Seit 1951 nutzte die Belgische Armee die Kaserne und erweiterte sie. Während dieser Zeit hieß sie „Selzate-Kaserne“. Ab 1970 ist die deutsche Fernmeldeweitverkehrskompanie, ab 1971 die Big Band der Bundeswehr Standort hier stationiert. Die Kaserne wurde auch als „Funkkaserne“ bezeichnet. Die Kaserne wurde 1985 erweitert und umgebaut und nach dem Geographen und Kartographen Gerhard Mercator benannt. Seit 10. Juli 1985 war hier das Amt für Militärisches Geowesen (AMilGeo) stationiert. Es war durch Zusammenlegung mit dem Amt für Wehrgeophysik zum Amt für Geoinformationswesen der Bundeswehr (AGeoBw) geworden. Seit 2014 heißt es Zentrum für Geoinformationswesen der Bundeswehr (ZGeoBw).
Die Satelliten-Bodenstation der NATO, im Volksmund Geo-Kugel genannt,  wurde im September 2023 abgebaut. Die Bundeswehr plant, während des Umbaus der Liegenschaft, etwa 30 Millionen Euro zu investieren.